# Higashi-Hiroshima
Higashi-Hiroshima (jap. 東広島市 Higashi-Hiroshima-shi) – miasto w Japonii w prefekturze Hiroszima. Leży na wyspie Honsiu w regionie Chūgoku, nad zatoką Hiroshima (Hiroshima-wan).

## Położenie
Miasto leży w południowej części prefektury nad Morzem Wewnętrznym, graniczy z miastami:
- Hiroszima
- Takehara
- Akitakata
- Miyoshi
- Kure
- Mihara

## Historia
Miasto otrzymało prawa miejskie 20 kwietnia 1974 roku.

## Miasta partnerskie
- Chiny: Deyang